# NGC 2559
NGC 2559 è una galassia a spirale barrata situata nella costellazione della Poppa, a una distanza di circa 58 milioni di anni luce dalla nostra Via Lattea.

## Scoperta
La galassia è stata scoperta il 5 febbraio 1837 dall'astronomo britannico John Herschel.

## Descrizione
NGC 2559 ha una classe di luminosità II-III e presenta una larga riga a 21 cm dell'idrogeno neutro.

## Supernova
Il 23 ottobre 2002, all'interno di NGC 2559 è stata scoperta la supernova SN 2002hc da B. Beutler, P. Martin, M. Papenkova e A. V. Filippenko nel corso del programma LOTOSS dell'Osservatorio Lick. La supernova è stata classificata di tipo II

## Gruppo di NGC 2559
NGC 2559 fa parte di un piccolo gruppo di galassie, composto da tre membri, e a cui dà il proprio nome. Le altre due galassie del Gruppo di NGC 2559 sono NGC 2566 e IC 2311.